# Minona pseudoileanae
Minona pseudoileanae är en plattmaskart som beskrevs av Curini-Galletti 1997. Minona pseudoileanae ingår i släktet Minona och familjen Monocelididae. Inga underarter finns listade i Catalogue of Life.